# Hollywood Talkies
Hollywood Talkies és una pel·lícula documental espanyola del 2012 dirigida per Òscar Pérez i Mia de Ribot, produïda per Getsemaní i Eddie Saeta en coproducció amb Televisió de Catalunya i la Universitat Pompeu Fabra. Es va rodar en anglès i s'ha doblat al català.

## Argument
El documental narra la història d'un grup de joves artistes espanyols que al començament de la dècada del 1930 van anar als estudis de Hollywood amb la intenció de convertir-se en estrelles de cinema. En el començament del cinema sonor no es doblaven les pel·lícules, sinó que se'n feien noves versions de pel·lícules d'èxit en altres idiomes per tal de vendre-les als mercats forans. Les estrelles de Hollywood eren substituïdes per intèrprets espanyols, francesos o italians en la mateixa pel·lícula. Amb els anys, però, es van deixar de fer perquè era més econòmic doblar a un altre idioma les pel·lícules originals.
El documental fou rodat a Los Angeles i intenta recuperar la memòria d'aquests artistes d'una generació perduda, ja que actualment són totalment desconeguts tot i que van gaudir de popularitat en aquells anys.

## Reconeixement
Fou exhibida a la secció Orizzonti de la 68a Mostra Internacional de Cinema de Venècia i al Festival Internacional de Cinema de Gijón; va rebre el reconeixement internacional al Buenos Aires Festival Internacional de Cinema Independent (BAFICI) i al Festival Cinematogràfic Internacional de l'Uruguai; ha competit pel premi al millor documental en la VIII edició del Festival Internacional de Cinema Independent de Mar del Plata (MARFICI), i es va estrenar en el marc del 15è Festival de Gènova i al Festival de Manila. Fou nominada al Gaudí a la millor pel·lícula documental.